# Amran (huyện)
Huyện Amran là một huyện thuộc tỉnh Amran, Yemen. Đến thời điểm năm 2003, huyện này có dân số 96375 người